# دوبوفي (بليفين)
دوبوفي (Дубове) هي مدينة في مقاطعة بليفين في أوكرانيا.
يبلغ عدد سكانها حوالي 9132   نسمة.